# 김포 용화사 미륵석불
용화사 미륵석불은 대한민국 경기도 김포시 운양동에 있다. 2004년 8월 21일 김포시의 향토유적 제7호로 지정되었다.

## 개요
용화사의 창건연대는 대략 조선 태종 5년(1405)으로, 뱃사공인 정도명이 조공을 배에 가득 싣고 오다가 간조로 인하여 운양산 앞에 배를 대게 되었는데 그날 밤, 부처가 꿈에 나타나 대어놓은 배 밑쪽에 석불이 있으니 잘 모시라하여 이를 모시고 자신도 삭발수도하게 되었다는 창건설화가 전해지고 있다.  비교적 높은 석축위에 동서로 50m, 남북으로 30m에 이르는 대지 위에 용화전이 자리하고 있으며 용화전 서쪽에는 약간 앞쪽으로 범종각이 자리하고, 용화전 앞의 마당 한가운데 화강암으로 만든 오층탑이 있으며, 그 좌우에 8각 석등이 하나씩 세워져 있다.용화전은 정면 5칸, 측면 2칸의 규모의 단층 목조건물로서 팔작지붕으로 된 기와집이다. 주간포는 각 2개씩 배치되어 있고 창호는 4분합의 띠살문이다. 오층석탑은 높이 약 5m에 달하며, 회백색 화강암 재질로써 옥개받침은 5단으로 이루어져 있다. 용화전의 상단에 모셔져 있는 석불은 용화사의 창건설화에 나오는 미륵석불로 조선 초기 불상양식을 지니고 있다.